# Avoune
L'avoune est  une association végétale des montagnes de l'île de La Réunion, département d'outre-mer français dans le sud-ouest de l'océan Indien. Alimentée par des micro-climats très pluvieux, elle se développe par-dessus elle-même, la partie de la végétation active surmontant peu à peu un enchevêtrement d'anciens troncs et de racines. Cette partie supérieure de l'avoune est très riche en épiphytes : elle comporte des mousses, des lichens, des fougères, des orchidées, etc.